# Диссиньяк

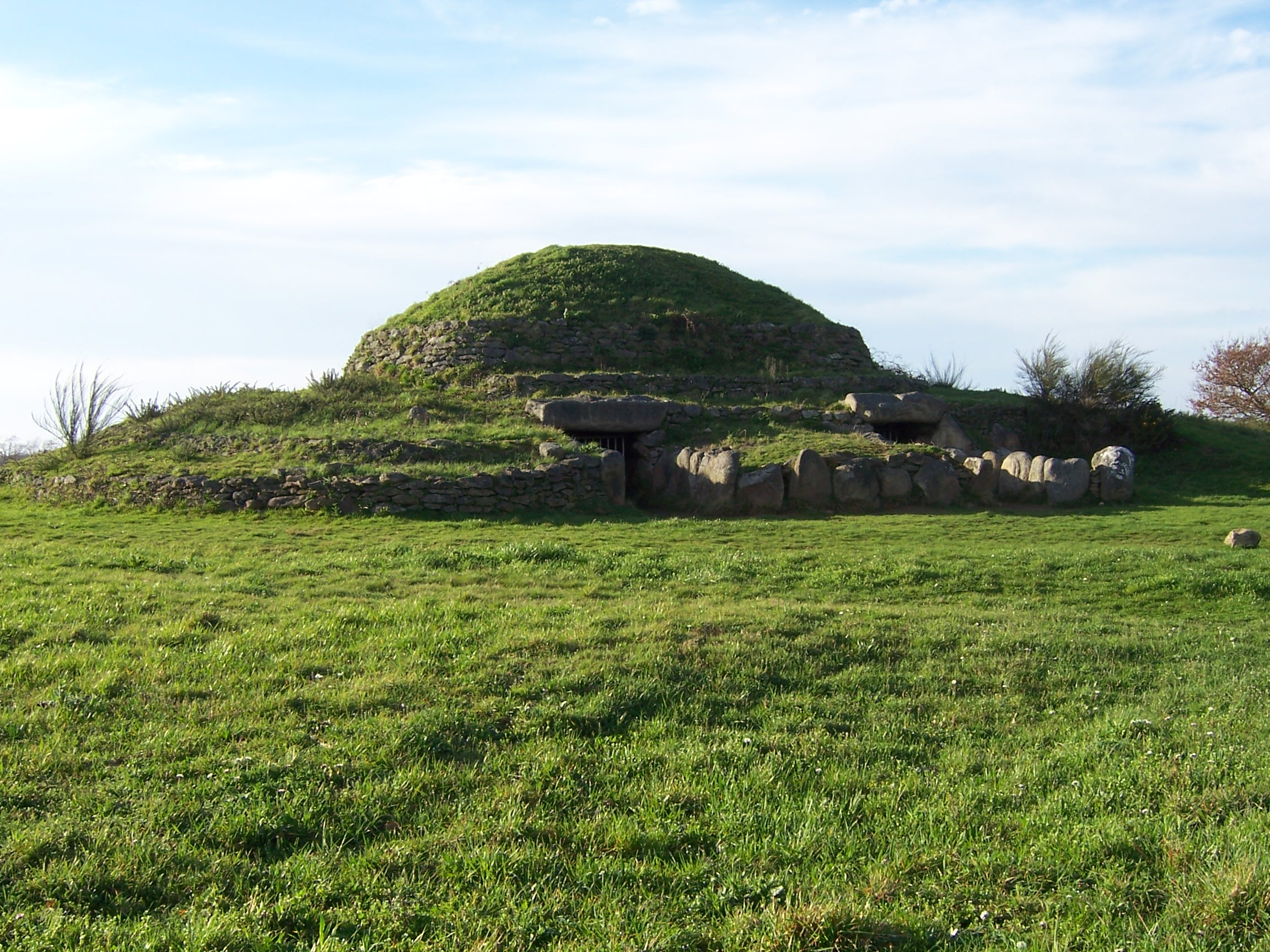
Диссиньякский курган

Курган Диссиньяк — мегалитический памятник, расположенный в 5 км к западу от города Сен-Назер в департаменте Атлантическая Луара во Франции. Также известен как «Молитвенный холм» (la Bosse de la Prière).
Сооружённый около 4500-4000 гг. до н. э., данный монумент, предположительно погребальный, относится к эпохе неолита и является более древним, чем египетские пирамиды.
Периметр по окружности составляет 120 метра, диаметр — 28 метров, а высота — 3 метра.
Состоит из 2 погребальных камер. Две параллельных аллеи, каждая длиной около 11 метров, ведут в камеры дольмена. Два входа ориентированы на юго-восток, при этом солнце в день зимнего солнцестояния просвечивает их насквозь. Поверх камер установлен каирн, образованный крупными плитами, слоем земли и окружённый четырьмя концентрическими стенами, сложенными методом сухой кладки в виде ступеней. Плиты, использованные для сооружения кургана, происходят из другого места, по-видимому, с побережья, удалённого от кургана на 4 километра, где обнаружен аналогичный сорт гранита.
Открытый в 1873 году, курган неоднократно раскапывался археологами. В частности, крупные раскопки проводил в 1970—1980-х годах Жан Лельгуаш (fr:Jean L'Helgouach); эти раскопки позволили выявить два этапа сооружения кургана. Около 4500 г. до н. э. были сооружены два дольмена вплотную друг к другу. На второй стадии коридор монумента был удлинён около 2990 г. до н. э.. В ходе раскопок были обнаружены многочисленные фрагменты керамики, а также символы, выгравированные на потолках камер, среди которых встречаются кресты и топоры с рукоятками. Подобные символы обнаружены в коридорных гробницах в Морбиане. Обнаруженная керамика позволяет предположить, что местность вокруг кургана была постоянно населена в период 4500 — 2500 гг. до н. э..
Диссиньякский курган считается одним из наиболее красивых мегалитических монументов Франции. Он находится в собственности государства (в управлении Экомузея Сен-Назер) и с 1887 г. причислен к историческим памятникам Франции.